# Pogo Car Crash Control
Pogo Car Crash Control, parfois abrégé P3C, est un groupe de punk rock français formé en 2011 à Lésigny en Seine-et-Marne.

## Historique
En 2016, Pogo Car Crash Control joue sur la scène régionale du festival Rock en Seine. Leur premier EP sort la même année.
Leur premier album Déprime hostile sort en 2018. La même année, le groupe collabore avec le groupe Stupeflip et enchaîne les festivals, dont le Hellfest et le Download Festival.
Leur deuxième album Tête Blême , aux sonorités plus metal, sort en 2020, pendant la pandémie de COVID-19. Ils tournent un clip live en partenariat avec Hellfest dans le cadre du Hellfest from home.
Leur troisième album Fréquence Violence sort en 2022, suivi d'une tournée dans toute la France dont leur deuxième passage au Hellfest. La même année, le groupe donne une interview au média Konbini où il répond à des stéréotypes sur la communauté métal.
En 2023, ils sont en tête d'affiche du Warm-Up du Hellfest pour plusieurs dates dans toute la France.
Un single Shallow Time sort en février 2025, enregistré aux États-Unis par John Markson.

### Lola Frichet etMore Women On Stage

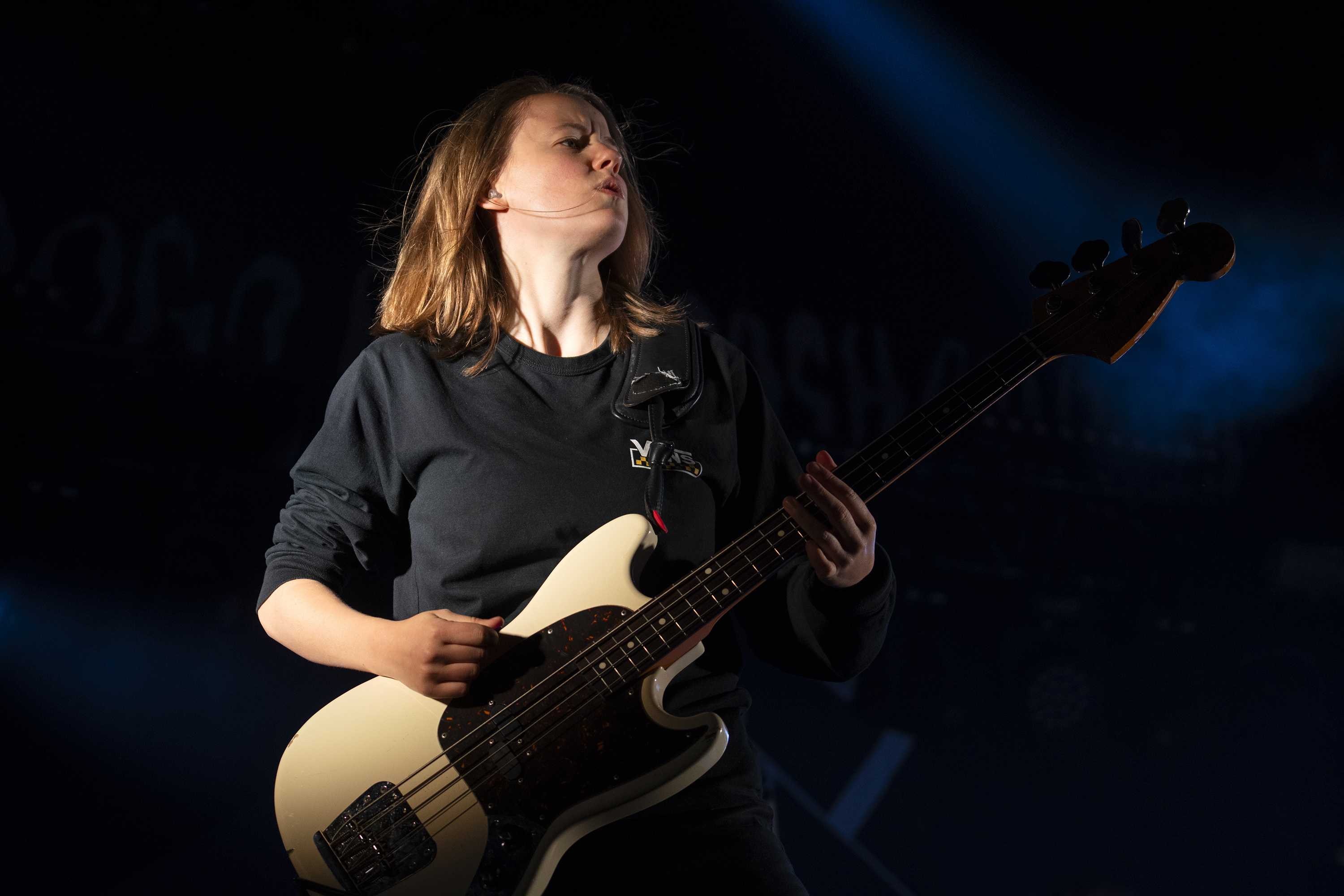
Lola Frichet sur scène en 2023.

La bassiste du groupe, Lola Frichet, est à l'origine du mouvement More Women on stage dont l'objectif est d'encourager les jeunes filles et les femmes à jouer d'un instrument et à monter sur scène. Elle a par ailleurs été élue meilleure bassiste dans le concours SheShreds en 2020.

## Discographie

### Participation
- 2020 : Sick Sad Word - Volume 1 : reprise de Beat the Bastards de The Exploited[18]